# Hamlet (Carolina del Nord)
Hamlet è una città degli Stati Uniti d'America, della Carolina del Nord nella Contea di Richmond. La popolazione al censimento del 2000 era di 6 018 abitanti.